# デットエクイティスワップ
デット・エクイティ・スワップ（英: debt equity swap）とは、財務改善の手法の一つで、負債と資本との交換である。貸し手の立場からは、債権を元手にした出資を意味する。日本語で「債務の株式化」と表現されることや、DES（デス）と略して表されることもある。
具体的には、会社に3000万円を貸し付けていたとすると、DESでは会社がこの3000万円を返済したことにする。しかし、実際には会社には返すお金がないので、返してもらったことになっている3000万円を会社に増資する。この操作により、実際のお金は一切動いていないが、会社としては返済義務のある借金が減り、それと同額だけ、返済の必要のない資本が増えることになる。バランスシート上も、自己資本比率が改善する。この手法は企業規模に関わらず広く用いられており、例えば産業再生機構などの再生案件でも頻繁に見られ、銀行が債権を放棄する代わりにDESを行うなどしている。しかし、安易なDESを抑制するため、2006年5月から施行された新会社法では、債権の「時価」（実際の資産価値）に応じたDESしか認めないこととされている。

## 貸し手側の利点
銀行が貸した先の会社が債務超過などで返済不能になった場合、銀行の行う救済策として、以前は「債権放棄」が一般的だった。銀行にとっては、債権放棄をするということは、その分だけ銀行の資産が減ることになる。
その点、DESであれば、貸したお金がなくなる代わりに相手の会社の株式が手に入るため、銀行の資産は増減せず、債権放棄と比較して抵抗なく行いやすい。また、その会社がきちんと再建して株式上場をするような事態になれば、大きな差益を得られる可能性もある。ただし、再建できない場合は株価が下落したり、あるいは破綻したりして、債権放棄のケースと同じような結果となることもある。

## 借り手側の利点
借金の返済を免除してもらえることが借り手側のメリットである。しかし、「現物」出資された債権の額面と債務の評価額（時価）との差額が「債務消滅益」となり、一定の条件を満たす場合以外は課税対象となる。